# Distretto di Nong Don
Il distretto di Nong Don (in thailandese: หนองโดน) è un distretto (amphoe) della Thailandia, situato nella provincia di Saraburi.